# Santa Cecília de Celrà
Santa Cecília de Celrà és una antiga església parroquial del poble nord-català desaparegut de Celrà, del terme comunal d'Orellà, a la comarca del Conflent.
Estava situada a l'antic poble de Celrà, bastant a prop al nord-oest del poble d'Orellà.
L'any 1046 apareix aquesta església com a seu d'una parròquia que afrontava amb la de Sant Feliu d'Aiguatèbia i la de Santa Maria d'Orellà. Més tard, el 1276 rep la capellania de Celrà Arnau de Serrallonga; el segle xv consta com a cap d'una parròquia que inclou les esglésies de Santa Coloma de Bordoll i Santa Maria d'Orellà.
Actualment molt desfeta, conserva una part de l'absis, de la façana meridional i del frontis occidental. Era d'una sola nau, coberta amb volta de canó presumiblement semicircular, de la qual s'observa l'arrencament al mur meridional. La porta era al sud, paret en la qual hi ha també un gran arc, corresponent a una capella afegida posteriorment, respecte del temple original. L'obra, del segle xi, conserva alguns detalls que permeten d'imaginar l'aspecte original, com l'arrencament de les lesenes a l'absis, corresponents a arcades llombardes, desaparegudes.